# Григорьев, Глеб Николаевич
Глеб Николаевич Григорьев (06.09.1928 — 2011) — капитан дальнего плавания, лауреат Государственной премии СССР 1970 года. Член КПСС с 1964 года.
Родился 06.09.1928 в Майкопе, сын Григорьевой (Соловьевой) Наталии Васильевны (1895—1975) — старшей дочери В. Ф. Соловьева, главного врача Майкопской городской больницы. Его мать — автор книги «К биографии Е. Л. Шварца. Окружение детства и юности. Майкоп». Позже она работала стенографисткой Президиума Академии наук СССР.
Окончил Рижское мореходное училище (1950) и географический факультет МГУ (1960, заочное отделение).
В 1950-1952 гг. штурман на судах Дальневосточного морского пароходства. В 1953-1962 гг. – штурман, помощник капитана на научно-исследовательских  судах АН СССР. В 1962-1966 гг. – капитан н.-и. судна АН СССР «Михаил Ломоносов».
С 1966 г. старший морской инспектор, с 1970 г. главный морской инспектор Отдела морских экспедиционных работ АН СССР.
В 1970 году защитил кандидатскую диссертацию:
- Природные ландшафты Макаронезии и проблемы генетической классификации островов : диссертация … кандидата географических наук : 11.00.00. — Москва, 1972. — 186 с. : ил.

С начала 1990-х годов жил в Майкопе. Умер в 2011 году.
Государственная премия СССР 1970 года (в составе коллектива) — за экспериментальные и теоретические исследования течения Ломоносова и системы пограничных течений тропической Атлантики.
Жена — Лариса Александровна Григорьева (ум. 2013). Её племянник — Семёнов, Андрей Валерьевич, заслуженный артист РФ.